# Международное военно-техническое сотрудничество Беларуси

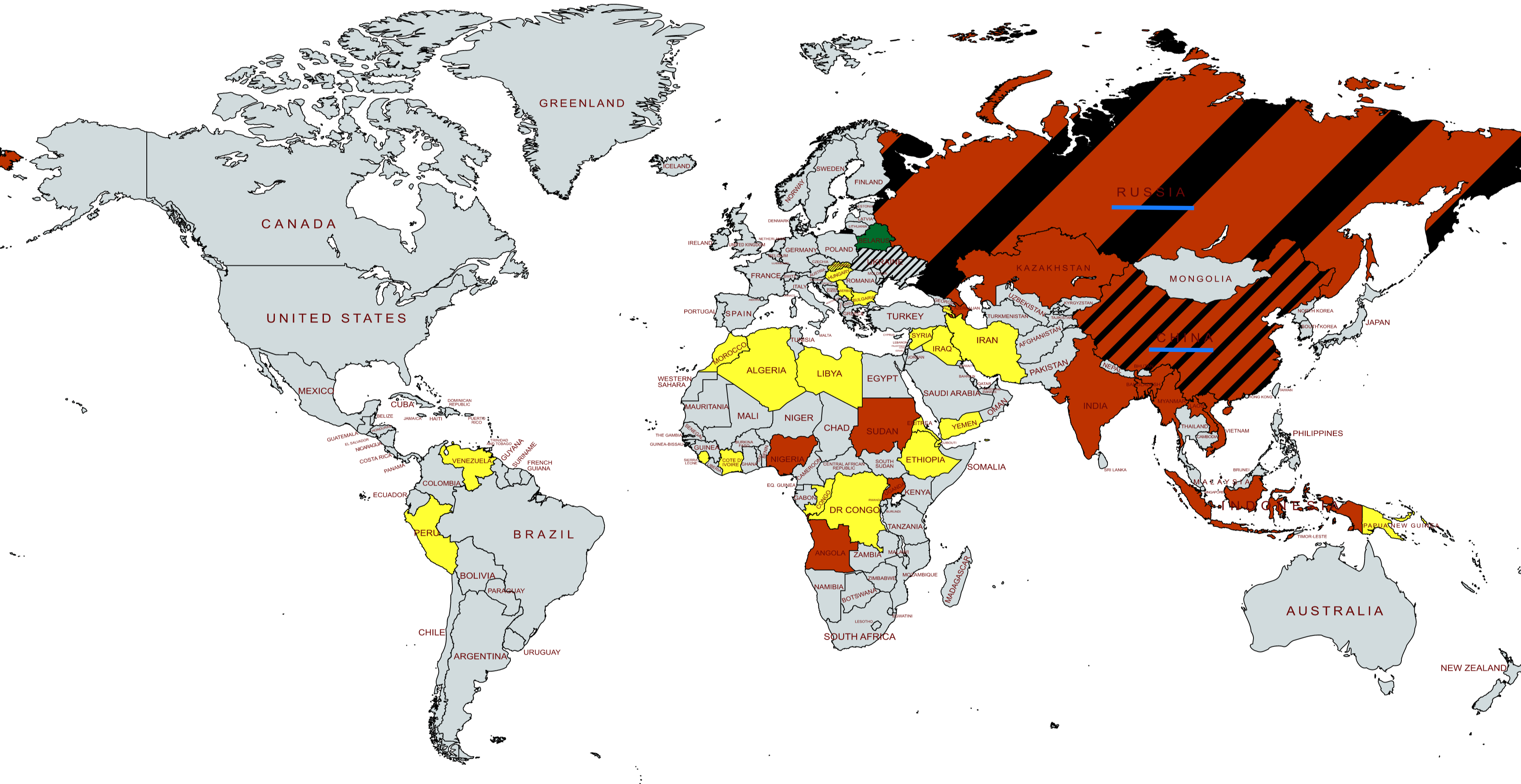
Карта международного военно-технического сотрудничества Белоруссии на 1996—2020 (по SIPRI).
Республика Беларусь
ключевые экспортёры
прочие известные покупатели
Штрихами обозначены государства, с которыми налажены кооперации в области ВПК.
Синим подчёркнуты основные поставщики вооружений для Белоруссии.

Международное военно-техническое сотрудничество Белоруссии (бел. Міжнароднае ваенна-тэхнічнае супрацоўніцтва Беларусі) — составная часть военного сотрудничества Республики Беларусь с другими государствами, которая подразумевает торговлю продукцией военного назначения, а также её разработку и производство.

## История
В развитии военно-технического сотрудничество Республики Беларусь с зарубежными странами директор ООО «БСВТ — Новые технологии» Олег Сильванович выделил три этапа:
- Этап становления (1991—2003 гг.);
- Этап упорядочения и стабилизации (2003—2018)
- Этап инновационного прорыва (с 2018 г. по настоящее время).

### Становление
В 1990-е в бывших советских республик имелись значительные трудности с реализацией каких-либо проектов в военно-технической сфере. Для Беларуси ситуация осложнялась наличием в стране около 120 предприятий и организаций советского ВПК при практически полном отсутствии производства военной продукции конечного назначения. Выпускаемые в БССР военная радиоэлектроника, оптика и оптоэлектроника были востребованы на других оборонных предприятиях Советского Союза, но с его распадом Беларусь потеряли рынки сбыта, что угрожало существованию ВПК. Правительство страны сосредоточилась на мероприятиях по утилизации части избыточного вооружения и локальных поставках из оставшихся запасов небольших партий военной техники в КНДР, Болгарию, Венгрию, Перу и Африку.
Тем не менее этап становления международного военно-технического сотрудничества Республика Беларусь прошла с меньшими потерями и более значительными достижениями, нежели большинство государств СНГ, сохранив костяк ВПК и все созданные прежде конструкторские бюро и научно-исследовательские институты.

### Упорядочение и стабилизация
30 декабря 2003 года выходит указ Президента Республики Беларусь № 599. На основании документа контролирующие и координирующие функции в деятельности всех организаций ВПК страны переданы только что образованному Государственному военно-промышленному комитету, что позволило увеличить эффективность и результативность работы в военно-технической сфере, придав ей должную системность, упорядоченность и плановый характер.
С этого момента началась модернизация ранее разработанных образцов и давно имеющихся в распоряжении Белоруссии вооружений. В стране налажен выпуск отечественных средств и систем огневого поражения, военной радиоэлектроники, оптики, оптоэлектроники, программных комплексов для военных информационных систем и систем управления оружием. Изделия были представлены на специализированных международных выставках и салонах. Разработки белорусского ВПК заинтересовали иностранных покупателей, которые активно покупали его продукцию.
Одновременно закреплены, развиты и приумножены достижения советского периода, ситуация в профильной отрасли стабилизировалась, что позволило одновременно привлечь перспективные научные и управленческие кадры, активизировать разработку и внедрение инновационных технологий на предприятиях, в научно-исследовательских институтах и конструкторских бюро, начать экспорт образовательных и научных услуг, а также существенно укрепить и диверсифицировать по регионам и направлениям экономическую составляющую международного военно-технического сотрудничества страны в виде конкретных контрактов с новыми заказчиками, такими как Китай, Индонезия, Венесуэла, Азербайджан и Казахстан.

### Инновационный прорыв
В ноябре 2018 года президент страны А. Г. Лукашенко на встрече с руководителем Государственного военно-промышленного комитета Р. А. Головченко подвёл итоги проведённой страной работы в области ВПК и ВТС, а также поставил новые задачи, в том числе оперативное внедрение перспективных разработок научных школ и институтов, максимальная мобилизация ресурсов для привлечения дополнительных инвестиций и активизации военно-технического взаимодействия на всех уровнях и в различных форматах. Особенностью ситуации после 2018 года в плане военно-технического сотрудничества стал окончательный переход от реализации запасов вооружений советской эпохи к выпуску и поставкам заказчикам полностью собственной продукции. Это оказалось возможным после начала разработки вместо разрозненных средств уже полноценных систем вооружения.
Выпуск некоторых видов новой военной продукции несколько сдерживается ограниченностью свободных финансовых ресурсов и рядом технических проблем. Как отметил О. В. Сильванович, при этом более интенсивное дипломатическое обеспечение развития военно-технического сотрудничества Республики Беларусь с иностранными государствами (в том числе за счёт более активной роли в процессе на всех стадиях дипломатических представительств белорусского государства, расширения с их помощью присутствия белорусских производителей и научно-исследовательских организаций в мировом информационном пространстве, инициирования и продвижения совместных проектов в указанной сфере и пр.) позволит придать дополнительный импульс соответствующим мероприятиям, укрепив стабильность и предсказуемость международных отношений, безопасность в Европе и других регионах.

## Торговля вооружениями

### Импорт

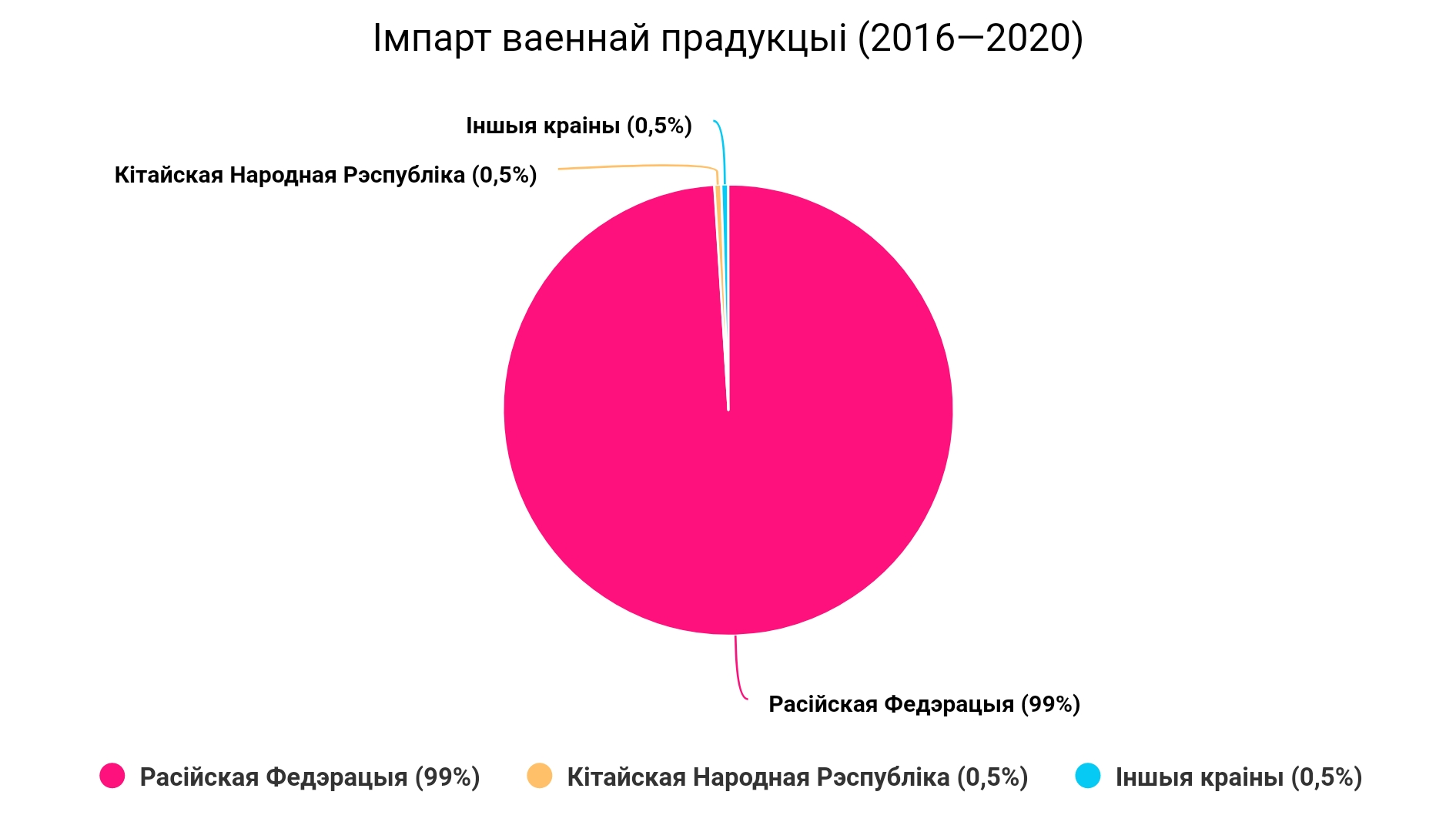
Импорт вооружений за 2016—2020 годы согласно SIPRI.

Российская Федерация является основным поставщиком оружия и военной техники для белорусской армии, например, истребители завоевания господства в воздухе Су-30СМ, учебные самолёты Як-130, вертолёты Ми-8МТВ-5, системы ПВО «Тор» и «Противник-ГЕ», танки Т-72Б3, бронетранспортёры БТР-80А, снайперские винтовки МЦ-116М и многие другие виды вооружёния, разработанные в СССР и современной России. Поставки вооружений ведутся на основании договора «О взаимных поставках продукции военного, двойного и гражданского назначения в условиях угрозы агрессии или войны», подписанным в декабре 2009. Вторым по значимости импортёром является Китай, который предоставил бронеавтомобили Dajiang CS/VN3 и Dongfeng Mengshi EQ2050F (в Беларуси известны как «Богатырь»).
940 российских предприятий в рамках производственной кооперации поставляют 67 предприятиям ВПК Беларуси около 4000 наименований продукции.
По данным военного аналитика Александра Алесина, на 2017 год больше 98 % вооружения в белорусской армии — советское и российское, и авторский надзор за её эксплуатацией осуществляют российские разработчики — правопреемники советских. И хотя практически весь текущий ремонт, сервис и многие виды модернизации для ВС Беларуси и для третьих стран выполняют местные предприятия, они должны получать разрешения разработчиков из России.
В сентябре 2021 года Минск согласовал с Москвой перечень российского вооружения, которое Белоруссия закупит у России до 2025 года, более чем на $1 млрд. По словам белорусского президента Александра Лукашенко, речь идёт о десятках самолётов и вертолётов, ЗРК «Тор-М2», а также о поставках систем ПВО С-400.

### Экспорт

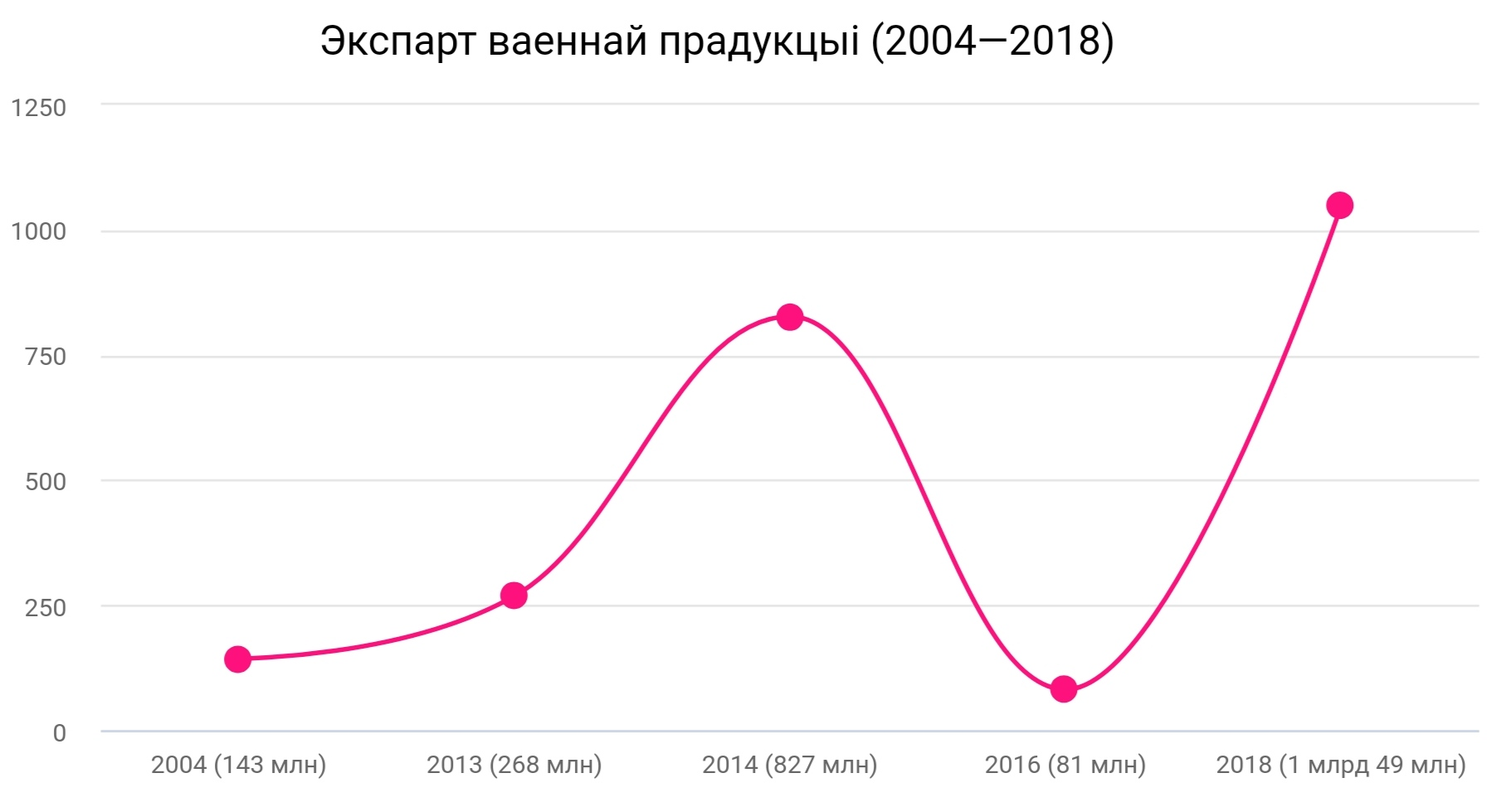
Экспорт вооружений за 2004—2018 согласно Госвоенпромкому. В графике указаны только те годы, по которым была опубликована информация.

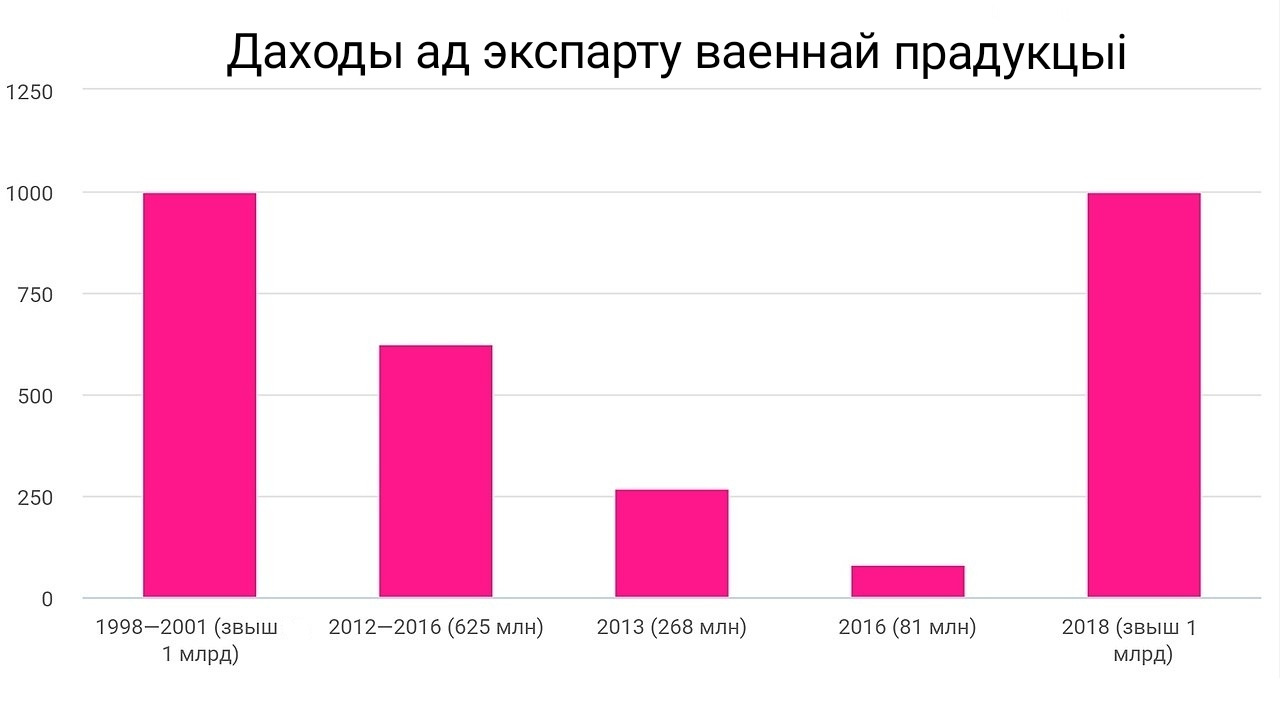
Экспорт вооружений по отдельным годам и временным отрезкам согласно SIPRI.

В регистре ООН по обычным вооружениям Белоруссия фигурирует ещё с 1990-х годов. От СССР страна получила огромный запас вооружений, который теперь она была не в силах содержать. В то же время республика остро нуждалась в финансах, что планировалось частично решить распродажей военного имущества. Наиболее продуктивным с точки зрения величины полученной выручки для белорусских продавцов оружия был период с 1992-го по 2001 год, которые не отслеживались статистикой ООН. По подсчётам Исследовательской службы конгресса США, только за 1998—2001 гг. республика продала оружия на 1 млрд долларов и заняла тогда по этому показателю 11-е место в мире.
В 2016 году экспорт продукции военного назначения осуществлялся в 60 стран, в 2017 — в 69 стран, а в 2018 году — в 76 стран мира, что составляет 110 % по отношению к 2017 году. Тогда поставки составили примерно один миллиард долларов. По данным Стокгольмского института исследований проблем мира (SIPRI), за 2016—2020 годы страна заняла 19 место в списке мировых экспортёров оружия с объёмом поставок 0,3 % от мирового. В сравнении с уровнем 2011−2015 годов, когда Беларусь занимала 18-ю позицию в шведском рейтинге, он снизился на 34 %. Основу экспорта составили системы РЭБ и ПВО и комплектующие к военной технике.
Согласно данным Госвоенпромкома, объём экспорта товаров и услуг военно-промышленного комплекса в 2010-х значительно вырос по сравнению с предыдущим периодом: с 2004 по 2018 г. показатели внешних продаж увеличились в 7 раз (с 143,8 млн долларов США до 1 млрд. 49 млн.). На тот момент более 70 % продукции белорусской оборонки уходило на внешний рынок.
Главным покупателем стала Россия. Так, в 2018 году товарооборот Минска и Москвы в военной сфере составил 600 миллионов долларов, а экспорт из республики превысил российский импорт. Крупные партии осуществлялись в Азербайджан, Судан, Мьянму, Анголу, Нигерию и Вьетнам. Среди ключевых покупателей есть также Казахстан, Китай, Лаос, Индонезия, Бангладеш, Индия, ОАЭ и Уганда. Такие страны как Сербия, Болгария и Словакия регулярно закупают белорусские боеприпасы.

## Кооперации
В начале 2000-х белорусский 140-й ремонтный завод вместе со словацкими предприятиями «Метапол» и «ZTS Dubnica» разработал модификации БТР-70 и БМП-1 — Кобра-К и Кобра-С.
Позднее украинским конструкторским бюро «Луч» совместно с УП «Тетраэдр» был создан ЗРК Т38 «Стилет», с ОАО «Пеленг» — ПТРК «Шершень» (также участвовало белорусское ЗАО «SRPC») и «Скиф».
Благодаря китайской поддержке Белоруссия начала осваивать полный цикл производства реактивных систем залпового огня, в частности, при содействии Китая разрабатывался комплекс «Полонез». Первоначальный объём локализации производства составлял около 30 процентов. Используемая комплексом ракета А200 и значительная часть электроники — китайского происхождения. Белорусское в комплексе лишь шасси.
В то же время, согласно военному разделу портала Sohu, Республика Беларусь способствовала развитию в КНР собственных шасси для подвижных грунтовых ракетных комплексов (ПГРК), например, различных модификаций китайских комплексов «Дунфэн». Завод по производству шасси, подходящий для китайской стороны, находился в Белоруссии, которая унаследовала от СССР вместе с тем технологии создания мобильных пусковых установок. Причём таких технологий определённое время не было даже у России, что сподвигло Пекин использовать белорусские платформы. Китай импортировал необходимые технологии, тем самым легко решив свои проблемы в сфере ПГРК.
Российский ВПК сотрудничает со 120-ю белорусскими заводами и конструкторскими бюро по 1600 видам военно-технической продукции. Сотрудничество именно в военной сфере считается наиболее успешным направлением взаимодействия двух стран. Одним из успешных примеров кооперации является модифицированная версия ЗРК «Бук» — «Бук-М2» на базе колесного шасси Минского завода колёсных тягачей. Ранее эти же шасси использовались при модернизации российских ЗРК «Тор».

## Ремонтные услуги
За 2008—2021 годы иностранная военная техника проходила ремонт и модернизацию на четырёх белорусских предприятиях: 140-й ремонтный завод (Борисов), 558-й авиационный ремонтный завод (Барановичи), «ОКБ ТСП» и «Тетраэдр» (оба Минск).
| Период                 | Страна                           | Техника                            | Количество                                        | Предприятие |
| ---------------------- | -------------------------------- | ---------------------------------- | ------------------------------------------------- | ----------- |
| 2008—2011              | Азербайджан                      | С-125M «Печора» и 9K33M3 «Oсa-AKM» | 9 шт. «Печора» и неизвестное количество «Оса-АКМ» | «Тетраэдр»  |
| 2009                   | Уганда                           | Т-55                               | 1 шт.                                             | 140-й РЗ    |
| 2013                   | Азербайджан                      | Бук-МБ                             | неизвестно                                        | «ОКБ ТСП»   |
| 2014                   | Ирак                             | Су-30К                             | 6 шт.                                             | 558-й АРЗ   |
| 2017                   | Уганда                           | Т-72                               | 2 шт.                                             | 140-й РЗ    |
| май 2019               | Ангола                           | Су-30К                             | 12 шт.                                            | 558-й АРЗ   |
| 2018                   | Демократическая Республика Конго | Су-25                              | неизвестно                                        | 558-й АРЗ   |
| октябрь 2019           | Вьетнам · Бангладеш              | Су-27УБК МиГ-29                    | 1 шт.                                             | 558-й АРЗ   |
| октябрь 2019—лето 2020 | Болгария                         | Су-25                              | 8 шт.                                             | 558-й АРЗ   |
| 2019—2021              | Сербия                           | МиГ-29                             | 4 шт.                                             | 558-й АРЗ   |